# Personaggi de La vita segreta di una teenager americana

## Famiglia Juergens

### George Juergens
Interpretato da: Mark Derwin
È il padre di Amy ed Ashley. Si è sposato con Anne dopo un matrimonio con Kathleen Bowman, la madre di Grace. Il suo matrimonio con Anne affronta momenti difficili quando lui tradisce la moglie con Cindy Lee, la madre di Adrian: il tradimento sarà la causa del divorzio. Tornerà insieme ad Anne nella seconda stagione, dopo la nascita del piccolo Robert. Nella quarta stagione George capisce di essere innamorato di Kathleen, più o meno nello stesso periodo in cui Anne realizza di essere lesbica, e inizierà una relazione con lei, che prosegue bene nella quinta stagione. George ha una pessima opinione su Ricky, che diventerà meno negativa quando scoprirà gli abusi subiti dal ragazzo nei primi anni d'infanzia; questa diffidenza lo porterà inizialmente a preoccuparsi per la figlia Amy. Durante la convivenza tra la figlia e il ragazzo inizia a ridimensionare queste opinioni, perché sembra proprio che Ricky sia fedele ad Amy, finché non le chiederà, tra lo stupore generale, di sposarlo alla consegna del diploma dei ragazzi del suo anno, di cui è il miglior studente. Dopo la proposta, George muta radicalmente opinione su Ricky e nella quinta stagione dice apertamente che non solo lo considera un bravo ragazzo, un buon genitore e un buon fidanzato/futuro marito per sua figlia, ma ammette anche di volergli bene. In seguito, George e Kathleen si risposano; inoltre George acquista un ristorante diventandone il proprietario.

### Anne Scott Juergens
Interpretata da: Molly Ringwald
È la madre di Amy, Ashley e Robbie e l'ex-moglie di George Juergens. Dopo aver scoperto il tradimento del marito con la madre di Adrian decide di divorziare; Anne supporta Amy con la gravidanza, ma cerca di aiutare la figlia a prendersi le responsabilità di una gravidanza adolescenziale impedendole di scaricarne il peso sui genitori. Diventerà madre di Robbie, anche se sarà sempre incerta su chi è il padre tra David e George. Il suo rapporto con Amy si fortifica e spesso Anne aiuta sua figlia. Nella seconda stagione divorzia dal marito anche se poi torna a convivere con lui. I due si lasciano e riprendono per tutta la serie, fino alla quarta stagione in cui capisce di essere lesbica, cosa che provoca la fine definitiva del rapporto con George che, nel frattempo, ha capito di amare ancora Kathleen, la sua prima moglie.

### Amy Juergens
Interpretata da: Shailene Woodley
È la figlia maggiore di George ed Anne Juergens, sorella di Ashley e Robbie Juergens e madre di John. Prima della sua gravidanza, viene descritta come la più dolce, carina, timida e sensibile delle sorelle Juergens. Ha quindici anni, è al primo anno di liceo ed ha una passione per il corno francese che suona nella banda della scuola; la ragazza resta incinta dopo un solo rapporto sessuale con Ricky Underwood. Dopo l'incidente, tornata a scuola, Amy inizia a frequentare Ben Boykewich con il quale si fidanza e che lei vorrebbe sposare; è indecisa se tenere il bimbo o darlo in adozione, ma alla fine decide di tenerlo e di crescerlo con l'aiuto di Ricky. Dopo nove mesi Amy dà alla luce il suo bambino, John. 
Nella seconda stagione, la sua storia con Ben termina, visto che lui ha una mezza storia con una ragazza italiana (Maria), mentre lei si innamora di Jimmy, il figlio dell'ex della madre. Il rapporto fra Amy e Ricky è sempre molto delicato e teso, ma si addolcisce nel tempo. All'inizio della storia Amy assume il comportamento della mamma apprensiva che detesta che qualcuno tocchi suo figlio, in particolare Adrian, ma nonostante ciò desidera spesso staccare la spina e tornare ad essere un'adolescente qualunque. Il carattere di Amy cambia completamente dopo la gravidanza diventando isterica, saccente e sarcastica, anche se lei dice di essere maturata. Adora suo figlio.
Dalla terza stagione in poi lei e Ricky cominciano a frequentarsi fino ad innamorarsi e riprendere i loro rapporti sessuali. Nella quarta stagione Ricky decide di chiedere ad Amy di sposarlo alla cerimonia di diploma durante il proprio discorso. Per vari motivi lei non vuole ancora scegliere la data del matrimonio così, al termine della quarta stagione, chiede a Ricky di fuggire e sposarsi. I due decisi a compiere il loro desiderio, alla fine non riescono a sposarsi perché il prete è mezzo matto e tornano a casa. Qui Amy, fiera delle parole di amore del padre nei confronti suoi, di Ricky e di tutta la famiglia, mente dicendo di essersi sposata. Ricky è contrario a questa bugia, ma sostiene Amy, in quanto le loro famiglie organizzeranno una seconda cerimonia alla quale essere presenti. 
Col tempo fingere di essere sposati porta sempre più problemi, e pian piano sempre più persone scoprono che i due, in realtà, non lo sono. Amy, inoltre, viene ammessa ad una importante università di New York, la stessa dove viene ammesso Ben, ma non ci vuole andare per sposarsi con Ricky. Quest'ultimo ha diversi dubbi sul matrimonio, ama Amy sinceramente, ma ha paura che lei non lo ami completamente, sia per l'università di New York, sia soprattutto a causa di diverse e ripetute scenate di gelosia da parte sua, che evidenziano la sua mancanza di fiducia in Ricky e la sua insicurezza, ma i due riescono sempre a riappacificarsi, mentre la data del matrimonio, nella quinta stagione, si avvicina sempre di più. 
Amy conosce Kathy, una ragazza rimasta incinta a cui fa da tutor, la quale darà alla luce una bambina che darà in adozione. Vedere come Kathy ha ripreso in mano la sua vita dopo essersi separata dalla figlia permette ad Amy di riconsiderare la sua vita, capendo di non essere pronta a rinunciare alla vita che avrebbe potuto avere se non fosse rimasta incinta al liceo. Amy diventa sempre più pretenziosa ed egoista nei confronti di Ricky, vuole sposarlo per poi andarsene da sola a New York e lasciare il figlio alle cure del marito. Lei infatti vuole avere tutto in quanto vuole essere contemporaneamente una moglie, una madre e una ragazza normale. Nell'ultimo episodio, però, Amy capisce che non può sempre ottenere tutto quello che vuole, dunque decide di rompere il fidanzamento con Ricky, infatti, era diventato evidente che voleva sposarlo solo perché tutti si aspettavano che lo facessero visto che hanno avuto un bambino, e di lasciargli la custodia di John, così da poter andare a studiare nella grande mela vivendo insieme a Ben (nella stessa palazzina del padre del ragazzo).

### Ashley Juergens
Interpretata da: India Eisley
È la sorella tredicenne di Amy e la sorella maggiore di Robbie. Ashley è sarcastica, si veste in stile vintage, si disinteressa totalmente di ciò che gli altri pensano di lei, ha pochissimi amici ed è un tipo saccente. Ashley è il primo membro della famiglia Juergens a sapere del bambino di Amy, incoraggiandola a tenerlo. Il suo migliore amico è Griffin, ragazzo gay con il quale parla di ragazzi e relazioni. Dopo l'orribile esperienza della sorella, Ashley ha un rifiuto del sesso e sembra essere molto insicura, cominciando con il marinare la scuola; il rapporto con il padre si fortificherà nella seconda stagione, mentre con la sorella sarà sempre più complicato: nonostante ciò riuscirà a legarsi di nuovo con lei. 
Cerca di avere un rapporto con Ricky anche se non c'è niente fra loro due, nella terza stagione tra i due si verifica un bacio, ma niente di più, almeno da parte del ragazzo. Ashley, infatti, vorrebbe anche avere un rapporto sessuale con Ricky, tanto da arrivare a farsi trovare semi-nuda nel suo letto prima che lui rientri, ma la sola reazione di Ricky è dirle di vestirsi e tornare a casa: riconosce che lei sia una bella ragazza, ma è la sorella di Amy e non intende neanche toccarla. 
Ashley è un'ottima zia e fa da babysitter a Robbie. 
Sostiene di non voler copulare fino alla fine del liceo, ma decide di farsi prescrivere la pillola anticoncezionale dopo essere venuta a sapere della gravidanza di Adrian. Sceglie di studiare a casa e suo padre l'affianca con Toby, un altro ragazzo che ha scelto di studiare a casa. I due fanno un viaggio in America per un po' di tempo e poi tornano; Toby diventa il suo ragazzo e con lui perde la verginità, alla quale seguono altri rapporti regolari, ma sempre con molte precauzioni. La relazione lascia sconvolto il padre di lei, mentre i genitori di lui non sanno nemmeno che lui ed Ashley stanno insieme. 
Ashley detesta la sua vita, tranne Toby, e quando scopre di essere stata ammessa ad una scuola di cucina in Italia, nonostante il divieto dei genitori ed il fatto che Toby non possa andare con lei perché non ha i soldi per farlo, né l'approvazione dei genitori ed inoltre non vuole seguirla perché la sua vita gli piace al contrario di lei che non è soddisfatta della propria, decide di partire per l'Italia di nascosto, con 10.000 dollari ricevuti dalla nonna malata. Lascia una lettera ai genitori ed a Toby, che piangerà la sua partenza tra le braccia di George.

### Mimsy Scott Levy
Interpretata da: Alice Hirson
È la madre di Anne, la nonna di Ashley ed Amy e la bisnonna di John: non vuole che la si chiami nonna. Per un periodo va a trovare la propria famiglia, trovando Amy incinta e sua figlia Anne in procinto di divorziare dal genero George. È malata di Alzheimer, ma non lo dice a nessuno, anche se i parenti lo scoprono perché lei confessa di non aver preso la pastiglia: per questo va in casa di riposo.

### Eugene Levy
Interpretata da: 
È in nuovo marito di Mismy, quindi patrigno di Anne, nuovo nonno di Amy, Ashley e Roby, e bisnonno di John.

### John Juergens Underwood
Interpretato da: Matthew Levinson
È il figlio di Amy Juergens e Ricky Underwood. È stato concepito da una notte d'amore fra i due al campeggio della banda. Il nome gli viene dato dalla zia Ashley, la quale sceglie questo perché è un nome semplice, dicendo che lui avrà una vita abbastanza complicata in quanto figlio di adolescenti. Il bambino nasce prematuro, ma è comunque sano. Dopo la nascita viene accudito da sua madre Amy a casa della ragazza, ma anche da suo padre Ricky che cerca di essere presente il più possibile. John è venerato da tutti gli amici di Amy, in particolar modo da Ben, mentre l'odio di Amy per Adrian le impedisce di adorarlo. Più volte Amy e Ricky litigano a causa sua, e alla fine della seconda serie i due giungono ad un accordo: John vivrà a casa di Amy durante tutta la settimana e a casa di Ricky nei weekend. Nel corso della terza stagione John vive con entrambi i genitori a casa di Ricky, cosa che proseguirà nella quarta e nella quinta stagione.

### Robert Scott Juergens
Interpretato da: 
È il terzo figlio di Anne e George: tutto all'inizio fa pensare che il bambino sia di David, ma poi si scoprirà che è di George visto che questo non ha mai effettuato la vasectomia. Nasce in casa e la sua babysitter è Ashley. Nella quinta stagione si scopre che David è il vero padre del bambino e che George l'aveva sempre saputo, dato che aveva fatto il test di paternità. Quando Anne lo scopre si arrabbia molto con George. Alla fine David ottiene la custodia congiunta di Robert, il quale ha anche accesso alla sua eredità, insieme alle sue due sorellastre, le figlie che David ha avuto dal suo attuale matrimonio.

## Famiglia Boykewich

### Leo Boykewich
Interpretato da: Steve Schirripa
È il padre vedovo di Ben e cresce suo figlio da solo. Nel telefilm appare una persona di buon cuore ed è molto ricco visto che è proprietario di molte macellerie; per questo viene soprannominato il re della salsiccia. Incontra Betty, la stessa persona che ha trovato Tom e successivamente le chiede di sposarlo dopo molti appuntamenti. Alla fine della seconda serie si sposano in giardino. In seguito, i due si lasciano restando però molto amici. Tornato single, Leo si sposa con la sua segretaria, Camille, (glielo chiede dopo che lei tira un pugno in faccia a Ben a causa di alcune parole sgradevoli nei loro confronti), che Ben gli fa notare che lo abbia sempre amato e che fosse sempre stata come una seconda moglie per lui. I due decidono anche di prendere con loro in adozione una ragazza di 15 anni, Chloe, che, per due anni, è stata costretta da un protettore a prostituirsi nei college e stare lontano dalla sua famiglia, viene aiutata da Jack che la salva da quella vita spingendola a parlare con la polizia. A causa della sua vita e di altri problemi non può più stare con la sua famiglia vera, quindi viene accolta da loro. In un primo momento lui era a favore del sentimento amoroso tra Ben e Amy, ma successivamente cerca di convincere il figlio a lasciarla perdere, vedendo quanto il suo amore non corrisposto lo renda infelice. Vuole bene a Ben, ma spesso è deluso dalla sua immaturità e dalle sue pessime scelte, specialmente quelle che riguardano Amy e il suo voler inseguire quello che sembra un amore impossibile. Si affeziona molto a Ricky, arrivando a considerarlo un figlio, e gli dà un lavoro nella sua macelleria. Quando scopre che Amy e Ben andranno nella stessa università offrirà loro un alloggio in una palazzina di sua proprietà, ma capisce anche che Ben vuole studiare nella stessa università di Amy solo per riconquistarla, e la cosa lo delude molto, sicuro del fatto che Ben non riuscirà mai a ritornare con lei, e che dunque per starle dietro sprecherà gli anni dell'università come quelli del liceo. Comunque alla fine accetterà la cosa, capendo che Ben non si arrenderà mai.

### Ben Boykewich
Interpretato da: Ken Baumann
È un ragazzo ingenuo e dal cuore d'oro; ha quindici anni ed è al primo anno di liceo. Diventa il ragazzo di Amy alla quale è completamente devoto, nonostante sia incinta di Ricky. È l'erede di un facoltoso uomo d'affari, proprietario di una catena di macellerie e medita di usare i soldi di famiglia per aiutare Amy con il bambino, anche se in seguito il padre lo incita a trovarsi un lavoro per provvedere da sé a rimediare del denaro per aiutare la fidanzata. Sebbene all'inizio ne fosse geloso, in seguito diventa amico di Ricky con il quale decide di collaborare per aiutare Amy e suo figlio. I suoi migliori amici storici sono Henry e Alice, ma nel tempo lega molto con Adrian, che cerca sempre di spingerlo a tornare con Amy (solo per avere campo libero con Ricky). 

Tra i due accadrà qualcosa alla fine della puntata "Il Ballo". Alla fine della seconda serie comincia ad uscire con Grace, nonostante sia ancora innamorato di Amy. Prima del liceo ha tolto l'apparecchio. Ha avuto un rapporto sessuale per la prima volta con Adrian dopo aver saputo che Amy si è baciata con Ricky. Adrian scopre di essere rimasta incinta ma assicura Ben di voler abortire, così evita di confessare la verità ad Amy, fin quando Adrian non cambia idea e decide di proseguire la gravidanza. Nonostante questo Ben cerca di rimediare e continuare la sua relazione con Amy andandola a trovare a New York per dirle la verità, ma Amy lo caccia senza possibilità di recupero. A questo punto Ben sceglie di stare vicino ad Adrian come amico e in quanto padre di sua figlia, ma i due si innamorano e con la pressione di Ruben decidono di sposarsi prima della nascita della bambina, nonostante i loro dubbi, i dubbi dei loro amici e di Leo. La figlia, però, nasce morta e i due affrontano due mesi di totale depressione, specie di lei, in cui lui non sfoga apertamente il suo dolore con nessuno e, quando lei inizia a stare meglio e svuota la camera della bambina, è lui ad esplodere e a sfogare la sua frustrazione. I due decidono di divorziare, ma lo fanno, dopo liti e incomprensioni, di comune accordo e rimangono amici. 
Ben conosce, nella quarta stagione, Dylan, una ragazza esuberante, vergine, ricca e parte di una scuola privata, ma che ama divertirsi facendo cose pericolose, come fumare erba con le amiche in camera di Ben o introdursi furtivamente a scuola con lui di notte. A causa di questa relazione complessa e molto coinvolgente, Ben combina un guaio dopo l'altro (finendo anche a letto con Alice), inoltre il suo personaggio cambia radicalmente diventando più depresso e egoista. Dopo tante vicissitudini, i due smettono di frequentarsi, anche perché Ben pensa di amare ancora Amy, e il fatto di non poterla più avere, soprattutto ora che ha una relazione con Ricky, lo rende sempre più arrabbiato e depresso, sostenendo che Amy dovrebbe stare con lui e che Ricky gli ha portato via la vita che invece doveva essere sua. 
Nella quinta stagione, grazie ad Ethan e nel vedere il suo amore per una quindicenne rimasta incinta di un ragazzo irresponsabile che l'ha lasciata e che dopo il parto, per il bene della bambina, la dà in adozione ad una coppia molto per bene, capisce, in un dialogo con lui, di non essere davvero innamorato di Amy, ma di aver confuso il suo bisogno di esserle necessario e di sentirsi tale con esso, e per lui tutto questo è la più grande liberazione che potesse desiderare, ricomincia a vedere Dylan e le spiega che finalmente è libero di frequentare un'altra e dimenticare Amy per sempre. 
Oltre a questo suo padre e Camille, sua moglie, adottano Chloe che diventa sua sorella. Ricky e Amy si apprestano a sposarsi, ma Ben comprende che Amy non vuole sposare il padre di suo figlio, inoltre Amy intende andare a studiare a New York e lasciare suo figlio John alle cure di Ricky, e questo riaccende la speranza di Ben di riconquistarla; Ben infatti è dell'opinione che il motivo per cui non ha mai avuto una possibilità con Amy al liceo è perché lei ha passato tutto quel periodo a identificarsi nel ruolo della ragazza madre che si è fatta mettere incinta da Ricky, dunque fa domanda nella stessa università di Amy (dove viene accettato) sicuro di poterla riconquistare, soprattutto perché ha capito che Amy, pur amando Ricky e John, vuole mettere le distanze da loro per trovare la sua indipendenza, ma soprattutto se stessa. Come Ben aveva previsto, Amy lascia Ricky, nel finale della serie lei e Ben andranno a New York insieme, vivendo in una palazzina di proprietà di Leo, Ben, nonostante tutti continuino a ripetergli che sta facendo uno sbaglio dato che non ha alcuna possibilità di ritornare con Amy, non si arrenderà mai, sicuro che un giorno riconquisterà la ragazza che ama.

### Chloe Boykewich
Interpretata da: 
È la sorella adottiva di Ben, ha 15 anni e viene adottata da Leo e Camille nella quinta stagione. Negli ultimi due anni della sua vita è stata costretta a prostituirsi a causa di un protettore che l'ha adescata, portata via dalla sua famiglia e mandata nei college a guadagnare denaro. Una sera, impaurita dal non riuscire a fare i soldi richiestigli dal protettore, entra in camera di Jack e si propone di avere un rapporto sessuale con lui.  Jack prima la invita ad andare dalla polizia, ma quando lei le spiega che rischia di essere uccisa, Jack decide di regalarle i soldi che le servono. In quel momento irrompe la polizia in camera e Jack la convince a dire tutto alle forze dell'ordine, salvandola, così, da quella vita terribile. Chloe è libera di tornare dalla sua famiglia, ma in seguito le autorità scoprono che anche a casa la ragazza era vittima di abusi da parte della propria famiglia, quindi viene affidata ai servizi sociali. Leo e Camille vengono a sapere di lei e decidono di aiutarla, come Betty che è stata salvata a 40 anni da Leo da quello stesso tipo di vita, adottandola e facendola entrare in famiglia. Chloe è una ragazza dolce, ma molto sveglia, è estremamente grata ai suoi nuovi genitori, che per natale le regalano anche una gattina di cui occuparsi, e ritorna a frequentare la scuola, per recuperare gli anni persi. Pur essendo più piccola di Ben è molto intuitiva e sembra quasi lei ad essere la sorella maggiore, nonostante si conoscano appena lo capisce molto bene e cerca di aiutarlo a capire i suoi sentimenti contrastanti per Amy e Dylan. Cercherà di sedurre Ben, ma lui la respingerà dato che la rispetta. Aiuterà la polizia a far arrestare il suo protettore, che era ricercato per aver quasi ucciso Jack, chiudendo con il suo brutto passato e trovando finalmente la forza di avere stima di se stessa.

### Sarah Boykewich
Interpretata da: 
Era la madre di Ben, moglie defunta da molti anni, nonché primo amore di Leo: il marito e il figlio hanno difficoltà a superare il lutto. Ben va a trovarla al cimitero a ogni anniversario della sua morte, il marito invece è andato a trovarla solo due volte.

### Beth "Betty" Boykewich
Interpretata da: Jennifer Coolidge
È la nuova fidanzata e futura moglie di Leo. Come lavoro fa l'accompagnatrice e nella prima stagione inizia un'amicizia con Tom Bowman. Nella seconda frequenta Leo Boykewich, il quale le chiede di diventare sua moglie: lei accetta anche se prima dovrà risolvere delle questioni con il suo precedente marito. Si sposerà con Leo, nel giardino, con un abito Ecru, sebbene ne vorrebbe uno bianco tradizionale o rosso. I due poi si lasciano e lei torna al college, ma resterà molto affezionata a Leo, e lui altrettanto.

## Famiglia Underwood/Shakur

### Sanjay Shakur
Interpretato da: 
È un dottore ed è il padre adottivo di Ricky Underwood. Sa di non essere il suo vero padre, ma cerca comunque di essere un ottimo modello per lui. Quando Ricky diventa padre, Sanjay si rivela di grande aiuto per il ragazzo.

### Margaret Shakur
Interpretata da: L. Scott Caldwell
È la madre adottiva di Ricky ed è un'assistente sociale. Cerca di educare Ricky nel miglior modo possibile: infatti, quando impone delle regole si aspetta che vengano rispettate. Cerca di far capire a Ricky le sue responsabilità e lo aiuta a diventare un buon genitore. Adrian vuole che faccia da testimone al matrimonio dei suoi genitori e Ben vuole conoscerla.

### Ricky Underwood
Interpretato da: Daren Kagasoff
È un sedicenne dal passato turbolento e con dei forti scompensi emozionali convogliati nella promiscuità. Ricky è in terapia seppur controvoglia, è il "ragazzo cattivo" del liceo Grant e suona la batteria nella banda della scuola. I genitori di Ricky erano un pedofilo tossicodipendente che abusava di lui (ora in prigione) ed una tossicodipendente, che disintossicata riprenderà i rapporti con il figlio. Ricky vive con la madre adottiva Margaret; al campo della banda, dopo un rapporto sessuale con Amy Jurgens, lei rimane incinta. All'inizio il ragazzo si comporta in maniera fredda e distaccata con Amy disinteressandosi del bambino, ma in seguito cambia idea e decide di aiutarla. Ricky ha molti rapporti sessuali con ragazze che a malapena conosce tranne per la sua "relazione" di soli rapporti sessuali con Adrian Lee. La priorità di Ricky è John. All'inizio vorrebbe che Amy ed Adrian almeno si sopportassero, ma più avanti ammetterà di non volere che le due vadano d'accordo. Ha un feeling con Ashley per pochissimo tempo tanto che la bacerà, lei però si convincerà che tra loro ci fosse di più e cercherà di avere la sua prima esperienza sessuale con Ricky che, però, rifiuterà per rispetto nei confronti di Amy e perché vuole essere solo un amico per Ashley.
La più grande paura di Ricky è che la gente pensi che lui possa fare a John quello che suo padre ha fatto a lui. Riesce ad ottenere l'affidamento congiunto di John. Lui ed Amy prima che decidessero di avere una relazione che si trasformerà in amore, avevano molti contrasti soprattutto per John. Ricky, nel corso delle varie stagioni, cresce e migliora il suo carattere, lavora sodo in macelleria, si mantiene da solo e fa del proprio meglio per vedere il più possibile il figlio ed aiutare Amy a crescerlo. Inizia a riallacciare i rapporti con la madre, volendo perdonarla per il passato, e i due ricominciano un rapporto con una buona comunicazione, tanto che Ricky le permetterà anche di vedere John. Il vero problema di Ricky è il suo non riuscire a fare a meno di passare da un letto all'altro senza farsi problemi di ferire nessuno, Ricky è consapevole di quanto sia brutto quello che fa e si considera malato per questo, in quanto il sesso, seppur diventato piacevole col tempo, è solo un modo per sfogarsi del suo orribile passato provocato dagli abusi sessuali del padre nei suoi confronti. 
Nella terza stagione, quando Adrian resta incinta di Ben, quest'ultimo si lascia con Amy, in quel momento a New York, e Ricky la va a trovare (nel mese che Amy passa a New York, Ricky si stabilisce a casa con la famiglia di lei per prendersi cura del figlio tutto il tempo). I due giovani passano due giorni molto spensierati e in pace, pur senza avere un rapporto sessuale, cosa inusuale per Ricky. Amy gli dice di voler avere un buon rapporto con lui, che non avrà un rapporto sessuale con lui di nuovo, dopo l'unica volta anni prima in cui restò incinta, senza che lui faccia degli esami del sangue e che soprattutto non vuole essere calpestata, quindi non tornerà con lui se non smetterà di andare a letto con altre ragazze. Ricky promette che proverà a fare come gli ha chiesto, appena torna a casa, però, ha un rapporto sessuale con una donna di circa 10 anni più grande di lui, Karlee. In questo breve periodo si scopre che Ricky non vuole continuare a vivere così e lo dice apertamente ad Adrian, quando lei gli dice che non potrà mai stare con Amy perché lei non lo accetterà mai, come invece fa lei, asserendo che Amy appartiene a Ben, mentre lui appartiene a lei. Ricky le risponde che lui non desidera che Amy lo accetti, ma che gli dia la forza di cambiare e diventare migliore. Qualche giorno prima della data del ritorno a casa di Amy, inoltre, Ricky viene invitato da una ragazza con cui è già stato a letto ad avere un rapporto sessuale, lui dice di no, ma lei insiste dicendo che visto che Amy tornerà presto potrebbe dedicarsi ad un ultimo svago, tuttavia Ricky, forse per la prima volta, resta fermo nella sua decisione e respinge la ragazza. Amy, inoltre, torna prima del previsto, Ricky prima non sa cosa dire ma poi, volendo essere onesto, le dice di essere stato con un'altra poco dopo il suo ritorno e la ragazza apprezza la sua sincerità. I due cercano di riallacciare un rapporto stabile e decidono di passare l'estate a conoscersi seriamente, visto che non l'hanno mai fatto, e di uscire insieme senza avere un rapporto sessuale. Ricky all'inizio non è molto d'accordo, perché per lui gli appuntamenti sono insensati, essendo solo il preludio al rapporto sessuale, ma sceglie di assecondare Amy e di fare uno sforzo anche lui. Ricky ad Amy, così, tornano insieme e Ricky si dimostra sorprendentemente fedele alla ragazza, tanto che le chiede di vivere da lui con il figlio. George non è d'accordo perché è certo che lui la tradirà e alla figlia si spezzerà il cuore, ma Amy sceglie di andare a vivere con il suo ragazzo comunque. Ricky si dimostra, seppur a modo suo, molto paziente e non ha un rapporto sessuale con Amy per molto tempo, infatti, i due ricominciano ad avere rapporti sessuali solo nell'ultimo episodio della stagione. 
Nella quarta stagione, i due vivono insieme e, seppur con qualche litigio, riescono a mantenere la serenità di coppia e a stare bene, Ricky viene ammesso ad un colloquio che potrebbe farlo entrare ad una bella università vicino a casa, il che gli permetterebbe di occuparsi di Amy e John, continuando a lavorare e a studiare. Sfortunatamente, però, il colloquio è solo una farsa perché la responsabile dei colloqui è Karlee che ricatta Ricky: se lui non avrà un rapporto sessuale con lei nel suo ufficio non lo ammetterà, e inizia a spogliarsi. Ricky non intende tradire Amy e se ne va indignato. Allora Karlee, arrabbiata, dice che Ricky ha cercato di sedurla per farsi ammettere. Ricky vuole lasciar perdere, racconta tutto ad Amy che, furiosa, vuole battersi per il suo ragazzo che, però, è convinto che basterà un controllo riguardante quante ragazze abbia frequentato per giudicarlo colpevole e non vuole fare battaglie perse. Amy, però, è irremovibile e dopo aver affrontato faccia a faccia Karlee, grazie al fratellastro di quest'ultima scopre che la donna non è nuova a questo, che lo ha già fatto con altri studenti e insegnanti, la cosa si viene a sapere e non solo Karlee perde il posto di lavoro, ma Ricky viene ammesso, cosa che salda ancora di più il suo rapporto con Amy. Quest'ultima inizia a fare velate richieste di matrimonio a Ricky, cercando di farlo il più felice possibile, cosa che scatena il divertimento di Ricky che, a insaputa della fidanzata, ha già comprato un anello di fidanzamento e ha già deciso quando e dove le chiederà di sposarla, infatti, mostra a John l'anello che vorrebbe darle. Bunny e Margaret sono le uniche che vengono a saperlo e sono felicissime per il ragazzo che fa la proposta ad Amy al termine del suo discorso, come migliore studente della scuola, nella cerimonia del diploma, sul palco, davanti a tutti i genitori e studenti presenti e la ragazza accetta felicissima. Purtroppo le cose per Ricky si fanno sempre più difficili, il matrimonio è sempre più vicino, ed Amy appare sempre più incerta. Ricky l'ama sinceramente, ma capisce che il sentimento della ragazza non è sincero. Amy fa domanda per andare a studiare a New York, e Ricky capisce che il suo è solo un modo per allontanarsi da lui e John. Adrian fa prendere coscienza al ragazzo che Amy non è pronta per sposarsi e a vincolarsi a lui per sempre, e che ciò che veramente desidera è studiare, vivere da sola, laurearsi, viaggiare, fare carriera e frequentare altri ragazzi per fare più esperienza, insomma la vita che fanno tutte le ragazze normali della sua età, e che per quanto voglia bene a John questo non cambierà mai il fatto che non voleva restare incinta così giovane. Ricky, pur di accontentare Amy, è disposto a sposarla e lasciarla andare a New York, mentre lui si farà carico di John, autoconvincendosi del fatto che un matrimonio a distanza possa funzionare, anche se è diventato evidente che lui non sia più felice. Nell'ultimo episodio Amy chiude il fidanzamento, lasciando Ricky, quest'ultimo si mette a piangere, ma Amy sente il bisogno di separarsi da lui e John, inoltre è consapevole che Ricky non l'ama veramente, ma che le vuole bene solo perché è la madre di suo figlio. La serie si conclude con Amy che parte per New York, mentre Ricky rimane solo con John.

### Nora Underwood
Interpretata da: Anne Ramsay
È la madre naturale di Ricky, ex tossicodipendente e alcolista, va a trovare il figlio prima di tornare in prigione per aver violato la condizionale e in questa occasione conosce Banny, il capo di Ricky, che gli offre un lavoro alla macelleria. Con l'aiuto di Ruben e Leo, Ricky riesce a farla uscire di prigione e la fa andare a vivere con i suoi genitori adottivi. È lesbica e alla fine della terza serie ha una relazione con un'avvocatessa amica di Ruben. Dopo una ricaduta con l'alcool, durante una cena con Ben si rimette in sesto, va a vivere con George e viene promossa assistente di Leo. Ha un rapporto prima lievemente conflittuale e poi cordiale con i genitori adottivi di Ricky, è molto orgogliosa del figlio, gli è assai grata per avergli dato una seconda opportunità e adora suo nipote, infatti la prima cosa che dice quando lo vede è che se mai qualcuno proverà a fargli del male, ucciderà il responsabile senza pensarci due volte. È molto amichevole con Amy, le due si trovano reciprocamente simpatiche, e Nora considera Amy quanto di più bello potesse capitare a suo figlio, la prima volta che si sono viste, e anche dopo, Nora è sempre rimasta molto sorpresa perché Amy è praticamente uguale a lei quando era adolescente ed Amy, vedendo alcune sue foto, si sorprende perché è proprio così, più volte infatti Nora dice frasi come "Mio figlio esce con sua madre.", suscitando l'imbarazzo di Ricky. Diventa in poco tempo la migliore amica di George, spesso i due giocano e fanno battute insieme, trovandosi molto simpatici a vicenda.

### Bob Underwood
Interpretato da: Bryan Callen
È il padre naturale di Ricky, finito in prigione perché picchiava ed abusava sessualmente del figlio. Torna quando il ragazzo ha sedici anni con l'intenzione di vendere il nipotino che sta per nascere, ma Ricky rifiuta e grazie all'intervento di alcuni amici, Bob viene arrestato per possesso di droga.

## Famiglia Bowman-Tseguay

### Marshall Bowman
Interpretato da: John Schneider
Ottimo dottore, molto credente, è il secondo marito di Kathleen, il padre naturale di Grace e quello adottivo di Tom. Non vuole che la figlia abbia rapporti sessuali e con lei ha una brutta lite prima di partire per un convegno, dove l'aereo su cui volava precipita e muore. La figlia si ritiene la sola ed unica colpevole perché ha avuto un rapporto sessuale contro la volontà del padre. Viene organizzato il funerale nel modo in cui il dottor Bowman aveva progettato. Nella seconda metà della quarta stagione si scopre che aveva una doppia vita, quando andava a fare il volontario in Africa frequentava la prima fidanzata, con la quale aveva un figlio di nome Jacob di tre anni più giovane di Grace.

### Kathleen Smith Juergens Bowman Tseguay
Interpretata da: Josie Bissett
È la vedova del dottor Bowman e prima moglie di George Juergens, madre di Grace e madre adottiva di Tom, molto religiosa come del resto tutta la sua famiglia, anche se non si è mai scoperto perché lei ha tradito George quando erano sposati. Adesso è rimasta vedova e può contare sull'aiuto di Tom e di Grace. Dopo la morte di Marshall deve affrontare i problemi dei suoi figli ed incontra Jeff, un ragazzo che ha perso il fratello nello stesso incidente del marito; i due iniziano ad uscire, si fidanzeranno ed in seguito si sposeranno.

### Grace Kathleen Bowman
Interpretata da: Megan Park
È un'ingenua e dolce sedicenne, capo cheerleader e fervente puritana; vorrebbe diventare medico come suo padre e sua madre è Kathleen Bowman. Grace ha un fratello adottivo, Tom, il quale è affetto dalla Sindrome di Down; viene descritta come una ragazza rispettosa e adorabile, ma cresciuta con le ferree regole della famiglia cui lascia decidere aspetti importanti della sua vita come i ragazzi ed il sesso, essendone quindi succube. Grace ha una storia con Jack che termina quando scopre di essere stata tradita. Nella seconda stagione, ha molti tira e molla con Jack che intraprende una relazione con Madison. Durante il campeggio bacia Jason, il fratello di Madison, e alla fine della seconda stagione comincia una relazione innocente con Ben. Scoprendo la probabile gravidanza di Adrian, la sua migliore amica, prega lei di non interromperla e nel caso in cui il padre sia Ben, di non rivelarlo a lui, perché troppo innocente. In seguito racconta questo a Jack dicendole che vuole un amico e cercando di convincerlo a far desistere Adrian dall'aborto. Alla fine opteranno per tirarsi fuori. Nell'ultima puntata la si vede brindare con Ben e poi, parlando con il fratello, ammettere che ha un solo rimpianto. Ha sempre avuto un rapporto altalenante con il sesso, infatti è sempre stata indecisa sul fatto di aspettare il matrimonio, e tutte le volte che giura di conservarsi per le nozze, finisce sempre con l'infrangere il giuramento. Grace è stata a letto con Jack e anche con Grant. Nell'ultima stagione Jack le chiederà di sposarlo, e lei accetta, anche se non lo ama, infatti ha risposto di sì solo per non arrecare dolore a Jack, ma lei non intende sposarsi prima della laurea, e non sente il bisogno di legarsi a un uomo per il momento. Nel finale della serie i due si lasciano definitivamente, con grande felicità della ragazza.

### Tom Bowman
Interpretato da: Luke Zimmerman
È stato adottato dai Bowman, è molto affezionato a questa famiglia ed è sempre pronto ad aiutare gli altri. Stravede per la sorella Grace ed è molto amico sia di Jack sia di Ricky; ha una relazione con una ragazza, Temmy, con la quale ha intenzione di sposarsi.

### Dr. Jeff Tseguay
Interpretato da: Reid Scott
Nuovo compagno e poi nuovo marito di Kathleen, patrigno di Grace e Tom, fratello del Dr. Tseguay che muore nello stesso incidente aereo del dr. Bowman. Dopo i funerali inizia a frequentare la vedova Bowman e iniziano una storia, decidendo di sposarsi, e dopo le nozze Jeff e Grace ammettono di aver iniziato con il piede sbagliato e ricominciano dall'inizio il loro rapporto tra patrigno e figliastra.

## Famiglia Stone/Pappas

### Rev. Sam Stone
Interpretato da: Tom Virtue
È il secondo marito della madre di Jack, ma al ragazzo vuole bene come se fosse suo figlio; è il reverendo della parrocchia che frequentano i Bowman che, per questioni finanziarie riguardo alla chiesa chiede al figlio di uscire con Grace, visto che il dottor Bowman può essere un ottimo finanziatore della chiesa. Jack in seguito s'innamora davvero di Grace. Come reverendo può sembrare un po' strano e molti reverendi non condividono le sue idee anche se sa dare buoni consigli.

### Signora Stone
Interpretata da: Kristin Bauer
È la madre di Jack e la seconda moglie del reverendo Stone; di solito viene solo menzionata. Compare nella seconda stagione dando a Jack il suo parere su Madison e Grace, a favore della rossa.

### Jack Pappas
Interpretato da: Greg Finley II
È un sedicenne giocatore di football americano e figliastro di un prete. L'estate precedente ha iniziato una relazione con Grace Bowman, in parte per avvicinare la famiglia puritana di lei alla chiesa del patrigno, ma in seguito se ne innamora. I suoi sentimenti per Grace vacillano quando la ragazza gli comunica di voler aspettare fino al matrimonio per copulare (non prima quindi di aver completato i suoi studi in medicina) e a causa di questo Jack fa sesso orale con Adrian. Grace rompe con lui e Jack tenta così in tutti i modi di riconquistarla poiché pentito e ancora innamorato della ragazza. Avrà poi una relazione complicata con Madison, prima segreta e poi pubblica ma nonostante ciò non riuscirà a togliersi completamente dalla testa Grace.

## Famiglia Enriquez/Lee

### Ruben Enriquez
Interpretato da: Philip Anthony-Rodriguez
È il padre di Adrian e ha fatto un accordo con Cindy che né lei né la figlia si sarebbero fatte vedere. Adrian è cresciuta senza una figura paterna e lo cerca, trovandolo; all'inizio il padre non la vuole, ma poi lascerà la donna che ha sposato dopo la relazione con Cindy ed andrà a stare con Adrian e la madre, iniziando una nuova relazione con quest'ultima. Non gradisce che la figlia passi del tempo assieme a Ricky.

### Cindy Lee
Interpretata da: Paola Turbay
È la madre di Adrian, un'assistente di volo. Ha avuto una relazione con George Juergens, causando la rottura tra quest'ultimo e la moglie. Attualmente ha una relazione con il padre di Adrian che non rivedeva da anni.

### Adrian Lee
Interpretata da: Francia Raisa
Una sedicenne conosciuta come la "sgualdrina della scuola". Adrian è una majorette ed è segretamente un'ottima studentessa; la madre è un'hostess e quindi spesso fuori casa per lavoro mentre il padre se ne è andato quando era ancora una bambina (in futuro lei cercherà il padre che lascerà la sua famiglia per tornare da Adrian e sua madre). Per questo è una ragazza insicura che cerca conforto emotivo con il sesso e soprattutto nella relazione occasionale con Ricky. Per un periodo sia lei che Ricky si convinceranno di essersi innamorati a vicenda, cosa che però risulterà solo una loro illusione e più avanti nella serie diventa la migliore amica di Grace. Stringe un forte legame con Ben con cui riesce a parlare così come parla spesso con Ashley che la considera insicura. Adrian è in un certo senso gelosa di Amy per aver avuto un figlio da Ricky. Dopo il bacio di Ricky ed Amy sceglierà di vendicarsi usando Ben, ma durante il rapporto sessuale con Ben, Adrian rimane incinta. Decide di abortire, ma dopo una conversazione avuta con Margaret, la madre di Ricky, decide di tenersi il bambino che in futuro si scoprirà essere una bimba.
Trovandosi libero, su consiglio di Betty, Ben regala ad Adrian un anello di gran valore (appartenente a Betty) in segno d'amicizia per dimostrarle che non è sola. Piano piano i due si innamorano e decidono di sposarsi. Verso la quinta stagione Adrian andrà in ospedale per dei controlli, insinuando che fosse il momento del parto. Così era, ma un lutto colpisce tutti in quanto la bambina nasce morta ed Adrian cade in una forte depressione. In questo brutto momento, Adrian scopre di poter contare sugli amici, soprattutto in Amy, che cercheranno di aiutarla a riprendersi.

## Famiglia Molina

### Marc Molina
Interpretato da: Jorge Pallo
È il nuovo consulente scolastico del liceo Grant. All'inizio dà consigli sentimentali soprattutto a Ben, Adrian e Jack ma in seguito decide di limitare la sua consulenza al solo ambito scolastico.

### Virginia Molina
Interpretata da: Constance Marie
È la moglie di Marc, il consulente scolastico. Anche lei è incinta e viene invitata alla festa premaman di Amy.

## Altri personaggi

### Madison Cooperstein
Interpretata da: Renee Olstead
È la migliore amica di Lauren ed Amy: è fra le prime a sapere della gravidanza di Amy e cerca di aiutarla, ma è anche una delle prime a diffondere questa notizia. Ha una relazione con Jason, il fratello di Lauren ma lo lascerà perché non si applicava abbastanza nello studio. Comincerà una relazione decisamente complicata con Jack, con cui si lascerà e rimetterà insieme frequentemente perché non è sicura che il ragazzo abbia definitivamente chiuso con Grace. Madison, solitamente chiacchierona, non dice ad Amy che Adrian è incinta.

### Lauren Treacy
Interpretata da: Camille Winbush
È la migliore amica di Amy e Madison. Appena saputa la notizia della gravidanza di Amy, ha espresso un parere molto pessimista. Lei e Ricky si scambiano un bacio, ma niente di più. Comincia una relazione con Jesse, pessimo negli appuntamenti a quattro con il quale sceglie di non avere rapporti sessuali. Dopo l'estate Jesse deciderà di lasciarla e Lauren inizierà una relazione con un altro ragazzo della squadra di football.

### Jason Treacy
Interpretato da: Andrew McFarlane
È il fratello di Lauren ed è stato il ragazzo di Madison; una volta ha baciato Grace. Ha deciso di diventare chirurgo, come il patrigno e contro il volere del padre.

### Alice Valko
Interpretata da: Amy Rider
È la ragazza di Henry e la migliore amica di Ben al quale dà sempre buoni consigli. Alice è la ragazza più forte della scuola; è saccente e allegra, spesso non è coinvolta negli affari delle altre ragazze. Nonostante abbia un ragazzo, appoggia il Faccio da Me. Nella prima serie bacia Jack, ma nulla di più. Copula con Henry durante la prima stagione, nonostante si sia lasciata con lui e poi torna insieme al ragazzo. Nella coppia comanda Alice. Lei verrà lasciata da Henry, dato che lui sentirà il bisogno di fare altre esperienze, ma nell'ultimo episodio torneranno insieme.

### Henry Miller
Interpretato da: Allen Evangelista
È il ragazzo di Alice e il migliore amico di Ben, con cui fa sempre scommesse. Nella prima stagione, durante la sua pausa con Alice, avrà un certo feeling con Ashley e spesso dirà che gli è rimasta nel cuore. Copulerà con Alice e si rimetteranno insieme. Nella seconda stagione comincerà a farsi chiamare Hank ed è l'unico ragazzo ad avere una relazione semplice e monogama nella scuola. Nella coppia comanda Alice. Lui la lascerà, dato che sentirà il bisogno di fare altre esperienze, inoltre finirà a letto con Adrian. Nell'ultimo episodio lui e Alice torneranno insieme, infine Henry si arruolerà nell'esercito.

### Dr. Ken Fields
Interpretato da: Ernie Hudson
È il terapista di Ricky e il padre biologico di Lauren e Jason. Ken è ancora innamorato della ex-moglie e confida questo a George. Non vuole rinunciare ai suoi week-end con i figli e vorrebbe che Jason fosse psicologo o qualunque altra cosa fuorché un chirurgo, cosa che il ragazzo vuole essere.

### Dr.ssa Hightower
Interpretata da: Deborah Raffin
È la pediatra di Amy ed Ashley. Lei sa della gravidanza di Amy e quando lo viene a sapere, Anne si arrabbia molto con la figlia.

### Donovan
Interpretato da: Alex Boling
È il segretario di George. Lui e il compagno Leon vogliono adottare il bambino di Amy, ma dopo rifiutano perché sono già in procinto di un'altra adozione.

### Leon
Interpretato da: Larry Sullivan
È il compagno di Donovan.

### Duncan
Interpretato da: Lil' JJ
È il ragazzo che Jack segue negli studi. Duncan ha 14 anni, vive con la sorella di 20, è brillante e molto sveglio. All'inizio non adora Jack, ma poi si lega molto a lui. Rimane " scandalizzato" dopo una conversazione sul cambiare i pannolini (ad una bambola) tra Ricky e Jack.

### David Johnson
Interpretato da: Ben Weber
Ex fidanzato di Anne Juergens e architetto di professione. Desiderava sposare la donna. Anne rimane incinta del piccolo Robert e dunque tutto fa supporre che il piccolo sia di David, ma poi si scopre che è di George. Nella quinta stagione David riappare, sposato e con due gemelle, inoltre si scopre che è David il padre di Robert. Lui pensava che non lo fosse perché credeva di essere sterile, per poi scoprire che era solo una menzogna del suo medico e della sua ex moglie, che avevano una relazione alle sue spalle. Scoperta la paternità, otterrà la custodia congiunta di Robbie, dandogli accesso alla sua eredità, che dividerà con le sorelle.

### Griffin
Interpretato da: Brando Eaton
È un amico di Ashley, alla ragazza lui piace, ma quando gli chiede di copulare lui le dice che è gay. A George è molto simpatico perché lo considera un suo amico. Griffin non vuole una relazione fino alla maggiore età perché ha visto quanto è stato complicato per i suoi fratelli, anche loro gay. Nonostante questo copula comunque con un ragazzo. Fa da guardia del corpo ad Ashley assicurandosi che non frequenti brutte compagnie, nonostante la ragazza sappia difendersi da sola. Si reca ad una riunione pro-astinenza con un ragazzo che interessava ad Ashley che lei credeva omofobo, fino a quando scopre che non è così. Griffin decide di aiutare Ashley presentandole Grant, suo cugino etero. Griffin sorveglia Ashley anche perché incaricato da George. Nell'ultimo episodio si scopre che ha un ragazzo quando lo porta al matrimonio di Leo.

### Bunny
Interpretata da: Kathy Kinney
È la responsabile della macelleria Boykewich dove Ricky e Ben lavorano. È una donna molto precisa nel suo lavoro e a volte anche simpatica. È vecchia amica del dottor Booman ed è la damigella di Betty al suo matrimonio. Anche se detesta i discorsi spesso maschilisti di Ben e Ricky li aiuta sempre. Conosce Amy nell'ultimo episodio della seconda stagione rivelando di sapere solo cose buone su di lei: la ragazza risponde allo stesso modo. Bunny fa la damigella di Betty e nell'ultimo episodio consiglia a Ben di comportarsi bene, quando il ragazzo è disperato perché sa che Amy dormirà da Ricky.

### Heather
Interpretata da: Rumer Willis
È un'adolescente incinta che è stata cacciata di casa. Heather voleva conquistare Ben, convinta che le sue preferenze fossero dovute alla gravidanza; in verità voleva solo un amico che non la giudicasse e Ben si occuperà di fornirgli quell'amico che la può capire: Amy.

### Shawna
Interpretata da: Bianca Lawson
È la sorella di Duncan e per un periodo frequenta Jack. Suo fratello è geloso e non vorrebbe che la sorella si fidanzasse con un minorenne. Accetterà lo stesso Jack perché il ragazzo vuole dividere la sua vita amorosa dalla vita privata. Shawna scoprirà che Jack ha baciato Grace e lo lascerà perché non vuole privarlo dell'adolescenza che spetta al ragazzo. Shawn è intelligente, caparbia, una buona cuoca ed è religiosa: va in chiesa ogni mercoledì sera.

### Max
Interpretato da: Zachary Abel
È il figlio della moglie di Ruben e ha una relazione con Adrian, anche se il patrigno lo spedisce a fare il militare. La relazione tra lui e Adrian era molto bella e quasi romantica, finché Max non rivela di essere innamorato di lei, cosa che invece la ragazza non ricambia.

### Grant
Interpretato da: Grant Harvey
È il cugino di Griffin che viene spedito da quest'ultimo a casa di Ashley la notte che George è fuori. Tra i due nasce un feeling ma Ashley, essendo la loro prima sera, non lo bacia. Fa la conoscenza di Amy quando Jimmy lo incarica di riportare la borsa ad Amy, scoprendo quindi che Ashley ha una sorella. Continuando a frequentarsi nasce una relazione alquanto confusa tra lui ed Ashley, in quanto Ashley non sembra molto presa avendo una cotta per Ricky. Rifiuta infatti di copulare con Grant mentre si propone a Ricky, di cui Grant è geloso. Oltretutto Ashley è contraria al trasferimento di Grant nella sua scuola in quanto non è sicura di voler stare con lui. La loro relazione finisce senza un vero chiarimento, ma va a scemare lentamente.
Griffin decide allora di presentargli Grace, in quanto hanno interessi simili (si scopre infatti che anche Grant vuole diventare medico come Grace e che era presente anche lui al campo estivo di medicina), si conoscono quindi ad un appuntamento a quattro organizzato da Griffin e Grace che sembra essere un fallimento, ma dal quale nascono comunque due relazioni: quella tra Griffin e Peter e quella tra Grant e Grace.
I due sono molto affiatati nonostante il controllo della madre di Grace che vuole impedirgli di copulare, e la presenza costante di Jack che vive con Tom nella casa degli ospiti, creando a volte incomprensioni e suscitando la gelosia di Grant. Dopo diversi mesi di relazione i due iniziano ad avere rapporti sessuali e ad approfondire la loro conoscenza anche presentandosi le rispettive famiglie. Si scopre quindi che la madre di Grant ha circa trent'anni meno di suo padre, un arzillo vecchietto nonché famoso commentatore sportivo. Si diploma come miglior studente della scuola, entrando a Harvard.

### Jimmy
Interpretato da: Shane Coffey
È il figlio dell'ex-fidanzato del college di Anne. Esce con Amy qualche volta, nonostante abiti a 2 ore di distanza, e non è tanto turbato dal fatto che la ragazza abbia un figlio, ma più dal fatto che lei possa essere innamorata di Ricky o Ben. Non ha mai avuto rapporti sessuali e vorrebbe che fosse una cosa speciale. La situazione si complica con Amy quando trova nella sua borsa un preservativo che le aveva dato Ashley. Dopo ciò non chiamerà più la ragazza. In seguito ci viene detto da George che Jimmy ed Amy ora sono amici.